# De Legendariërs
De Legendariërs (oorspronkelijke titel: Les Légendaires) is een Franse stripreeks die begonnen is in het Nederlands in 2012 met Patrick Sobral als schrijver en tekenaar. Maar reeds van start ging in het Frans in 2004. In het Frans zijn ook al 23 titels verschenen. 
In 2017 kreeg het een eigen tijdschrift.

## Albums
Alle albums zijn getekend en geschreven door Patrick Sobral en uitgegeven door Silvester.
1. De steen van Jovenia
2. De wachter
3. Vijandelijke broeders
4. Het ontwaken van de Krea-Kaos
5. Verloren liefde
6. De hand van de toekomst
7. Ochtendgloren en avondschemer
8. Klauwen en veren
9. De Alystory
10. Het teken van het lot
11. Versus Inferno
12. Wedergeboorte
13. Koninklijk bloed
14. De erfenis van het kwaad
15. Noodlottige liefde
16. De eeuwigheid duurt maar even
17. De exodus van Kalandre

### De kronieken van Darkhell
1. Tenebris (getekend door Orpheelin)